# رود میا (میه)
رودخانه میا (به لاتین: Miya River) یک رود در ژاپن است که در استان میه واقع شده‌است.